# 北門七子

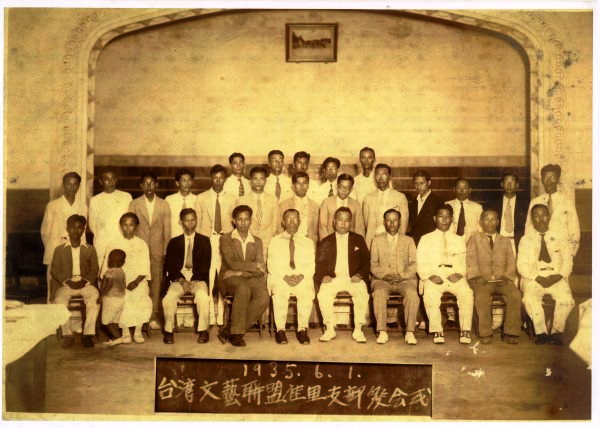
1935年台灣文藝聯盟佳里支部會式，坐者左起張深切、葉陶（兩人中間小孩為楊逵長子楊資崩）、○○○、石錫純、林茂生、王烏硈、○○○、毛昭癸、○○○、吳乃占。立者前排右起吳新榮、王登山、○○○、○○○、吳萱草、王詩琅、郭水潭、○○○、曾對、○○○、鄭國津、○○○、黃清澤。立者後排右起林精鏐（後改名林芳年）、徐清吉、○○○、郭維鐘、葉向榮。以上係香雨書院創辦人淨慧居士綜合楊建、羊子喬、吳南圖、郭昇平四人指認並參照吳新榮、郭水潭當年6月1日日記整理。打○○○者係四人均無法指認。日記上列名，但不在上述指認名單者尚有黃大賓、郭丙寅、黃平堅、陳桃琴等，郭維鐘則來自其孫女郭晏緹之指認。

北門七子，指的是「鹽分地帶文學」的七位代表作家：吳新榮（1907－1967）、徐清吉（1907－1982）、郭水潭（1908－1995）、王登山（1913－1982）、林芳年（1914－1989，原名林精鏐，佳里鎮子龍里人）、莊培初（1916－2009）、林清文（1919－1987），他們約在1930年代起活躍於台灣文學界。七人都出身於被稱為鹽分地帶的台南州北門郡（今台南市北門地區），創作內容充滿許多當地特有的鹽鄉、鹽村情懷，並致力於推動文學運動。

## 紀念
位於佳里區圖書館旁，今日的佳里公園內，有一條文學步道，步道兩旁的石碑刻有北門七子略傳與簡介，供人在公園內散步之餘，也能認識曾貢獻於鄉土的文學家。

## 外部連結
- 走讀佳里之美>吳新榮先生雕像
- 台南市佳里區公所>鄰里介紹>地方人物
- 中央研究院台灣史研究所>醫師文人：新開放「吳新榮文書」
- 北門高中設置鹽分地帶文學專區，獲捐近百冊文學著作
- 閱讀文學筆記>呂興昌「日治時期的台灣新詩(3)──吳新榮、郭水潭、王登山」（页面存档备份，存于）
- 晨星：鹽分地帶文學--北門七才子（页面存档备份，存于）